# Катувеллауни

Територія катувеллаунів

Катувеллауни (англ. Catuvellauni) — одне з найсильніших кельтських племен у Британії, які входили до групи белгів.
Катувеллауни — що, ймовірно, означає «сміливі воїни» або «командири битви». За «Географією» Птолемея у II сторіччі населяли місто Верламіон (сучасний Сент-Олбанс положений над річкою Вер) та навколишні землях сучасних Лондона, Ессексу, Бедфордширу, Бакінгемширу, Хартфордширу та півдня Кембриджширу.
На півдні межували з регніями й кантіями: на заході — з добунами й атребатами; на півночі — з іценами й корітанами; на сході — з триновантами. Ще до римських завоювань катувеллауни контактували з Римським світом, широко використовували латинські легенди, класичний дизайн, а також карбували монети.

## Історія
Цезар згадував, що територією, яку займало плем'я катувеллауни, правив Кассівелаун. Цезар писав, що до його вторгнення Кассівелаун постійно воював з іншими британськими племенами, і навіть переміг короля племені триновантів, найбільш могутнього в Британії на той час. Син короля, Мандубрацій, втік до Цезаря в Галлію. Тактикою Кассівелауна було «напасти і бігти», доставляючи неприємності й наносячи втрати римським військам, залишаючи їх без продовольства. Однак незважаючи на такі дії, Цезарю вдалося вийти до Темзи. Єдине придатне для форсування ріки місце було добре укріплене, але римським військам вдалося подолати брід. Брити були розбиті. Кассівелаун розпустив більшу частину свого війська, а з рештою повернувся до партизанської тактики ведення війни, сподіваючись на знання території, міць і швидкість своїх бойових колісниць.
Вожді п'яти британських племен: кеномагнів, сегонтіаків, анкалітів, біброків і касів, здалися на милість римлян і показали Цезарю місцезнаходження укріплень Кассівелауна, які Цезар осадив. Кассівелауну вдалося передати відозву чотирьом Кентським королям: Цінгеторіксу, Карвілію, Таксимагулу і Сеговаксу із закликом атакувати табір Цезаря. Римляни змогли відбити атаку і захопили в полон одного з воєначальників, Луготорікса. Дізнавшись про поразку і розорення земель, Кассівелаун здався. Йому довелося надати заручників і заплатити данину. Також на трон триновантів був повернутий Мандубрацій, і Кассівелаун присягнувся не воювати проти нього. Уклавши мир, Юлій Цезар повернувся в Галлію.

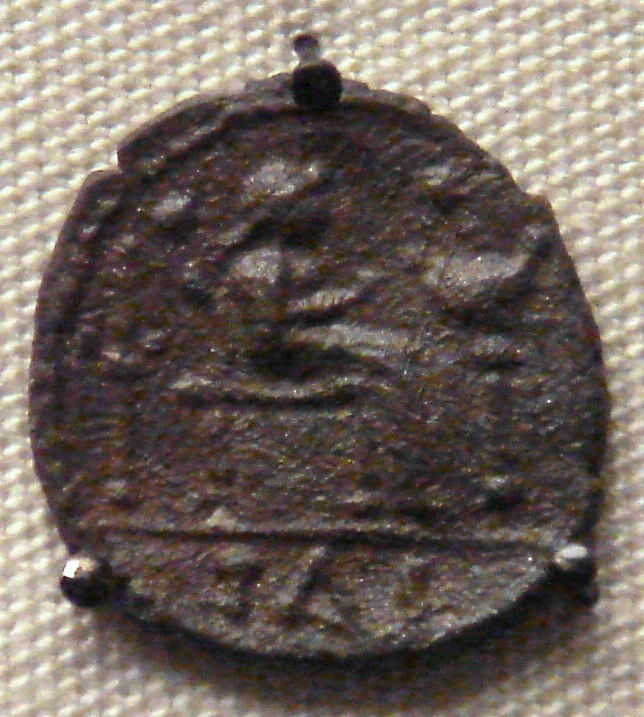
Монета Таскіована — короля катувеллаунів.

Таскіован — перший правитель цього племені, залишив своє ім'я на монетах. Близько 20 року до н. е. Таскіован заснував на річці Вер поселення Верламіон (Verlamion) — «селище над болотом», слугувало катувеллаунам столицею, де також карбувалася монета. Його пізніші монети — римського стилю, на деяких з яких є портрет, що дуже нагадує імператора Августа. Серед зображень на цих монетах зустрічаються кінь, вершник, Пегас, кентавр, бик, кабан і орел. Основним місцем карбування був Верламіон, і він позначений на багатьох його монетах. Відомі золоті статери, чверть-статери, срібні монети і два види бронзових монет.

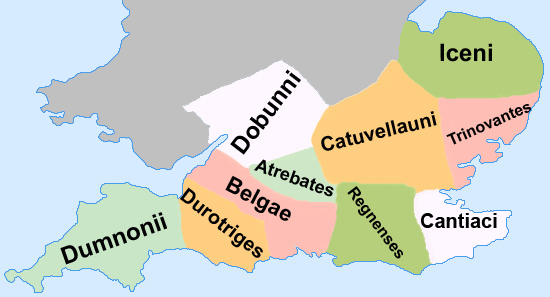
Катувеллауни серед кельтських племен Південної Британії.

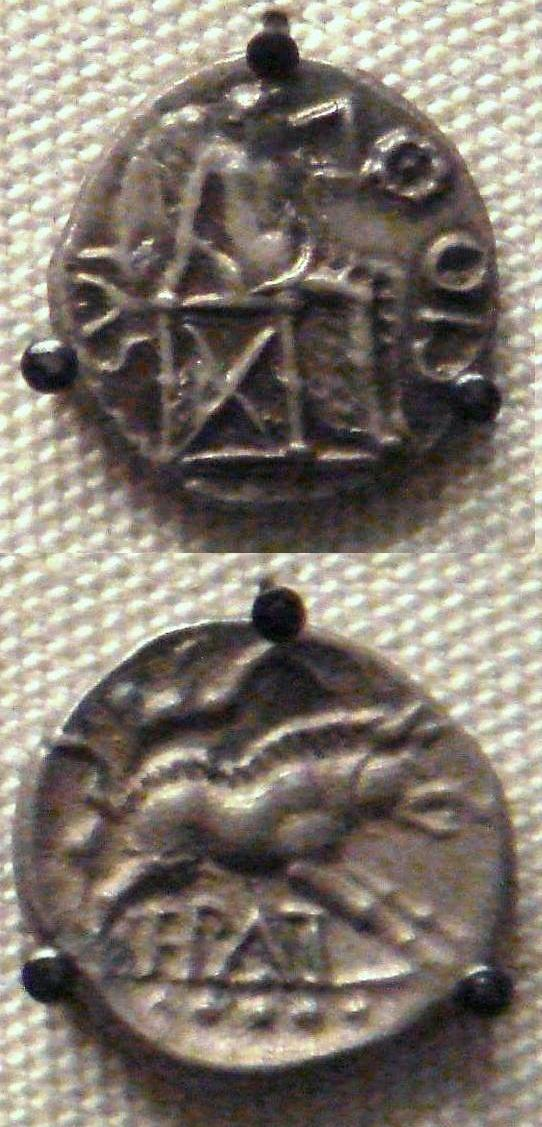
Монети Епатіка — короля катувеллаунів.

Катувеллауни поширили свою владу на землі навколишніх народів і завоювали королівство триновантів. Приблизно в 10 році до н. е. Таскіован карбував монети в Камулодуні. На додаток до могутнього племені катувеллаунів і підкореному ними королівству триновантів на півдні та заході швидко зміцнилися королівства белгів.
Після Таскіована правив його син Кунобелін, найвеличніший з белгських вождів. Светоній назвав його царем британців — Britannorum rex (Suet. Cal. 44). Він правив довго, близько сорока років, впродовж яких взяв під свій контроль більшу частину Південно-східної Британії. При ньому було завойовано королівство триновантів. Його сучасником був король триновантів Дубновеллаун, який правив у Камулодуні, але недовго. Саме він був другим вигнаним британським вождем, який разом з Тінкомаром з'явився до Августа просити про захист. Його ім'я Август згадував у своїх Res Gestae, 32. Він був витіснений з Камулодуна Кунобеліном, і з тої пори тринованти увійшли до складу королівства катувеллаунів, чим суттєво його підсилили, а монети Кунобеліна стали карбуватися в Камулодуні. Можливо, завоювання триновантів відбулося в 9 році н. е. або
незабаром після цієї дати, коли Кунобелін скористався важким становищем Рима у зв'язку з катастрофічною поразкою Публія Квінтилія Вара і втратою трьох легіонів у німецьких лісах, що трапилося в цьому році. Ш. Фрер вважав, що його дії були відвертим викликом Августу. На його думку, про антиримську політику Кунобеліна свідчить його чекан. На його монетах з'явилося зображення ячмінного колоса. З одного боку, це символ сільськогосподарського багатства й достатку, на яких ґрунтувалося процвітання королівства Кунобеліна, а з іншого боку, це відображення намірів протиставити британське ячмінне пиво і дорогих вин, які імпортував Рим, про що свідчить зображення виноградної лози на монетах Веріки. Фрер навіть назвав це «військовою пропагандою». Втім, він сам зауважує, що це була тільки пропаганда, так як збережені амфори дають уявлення про те, що вино з Риму у великих кількостях надходило на столи знатних представників племені катувеллаунів.
Кунобелін зробив і дружній жест у 16 році н. е., коли кілька морських транспортів з римськими солдатами з армії Германіка були викинуті штормом на британське узбережжя і повернуті Кунобеліном на континент (Tac. Ann., II, 24).
За часів Тиберія Кунобелін продовжував розширювати свої володіння, захоплюючи території східної частини Кента і землі по той бік Темзи, на північ від Кента. Катувеллауни не дали спокою й королівству атребатів. Епатік — другий син Таскіована, захопив північну частину територій, які належали Веріці, і, як показує розподіл його монет і типів кераміки, виявлених в цих місцях, сама ж Каллева, столиця королівства атребатів, опинилася у владі Епатіка близько 25 року н. е. Могутність Кунобеліна в цей час була такою всеосяжною, що це не могло відбутися без його згоди. Кунобелін помер у 40 або 41 році.
Катувеллауни, були завойовані римлянами в 49 році при царі Каратаку.

## Вожді
- Кассівелаун (Cassivelaunus) — (до 54 до н. е. — 20 до н. е.)
- Таскіован (Tasciovanus) — (20 до н. е. — 9)
- Кунобелін (Cunobelinus) — (9 — 40)
- Тогодумн (Togodumnus) — (після 40 — 43)
- Каратак (Caratacus) — (43 — 49)